# 薄葉金午時花
薄葉金午時花（学名：Sida mysorensis）为錦葵科黄花稔属下的一个种。产台湾、广东、广西和云南等省区。生于林缘、草坡或路边草丛间。分布于越南、老挝、柬埔寨、印度、印度尼西亚和菲律宾等热带地区。

## 扩展阅读
- 維基物種上的相關：薄葉金午時花